# Alison Knowles
Alison Knowles (Nueva York, 29 de abril de 1933) es una artista estadounidense reconocida principalmente por ser una de las principales creadoras dentro del colectivo Fluxus. Graduada del Instituto de Bellas Artes Pratt de Brooklyn. Su obra es destaca por la elaboración de performance a partir del uso de sonido, instalaciones, actuaciones, publicaciones, entre otras.

## Biografía
Knowles asistió brevemente a Middlebury College, para después estudiar con Joseph Albers y Richard Lindner, y se graduara del Instituto Pratt de Nueva York para 1954. Para finales de los cincuenta y principios de los sesenta se unirá a la Sociedad Micológica de Nueva York, junto a Dick Higgins y John Cage. A partir de esto Knowles comienza a producir partituras; actividad que se verá reflejada en proyectos futuros donde añadirá a la música como un elemento más de sus composiciones.
Contrae matrimonio con el artista cofundador de Fluxus, Dick Higgins en 1960. Por lo que la artista se verá implicada dentro de las actividades de dicho movimiento. Viaja y actúa en Europa, Asia y Estados Unidos participando activamente en el grupo. Para finales de los setenta se convierte en un profesora asociada al Assistant Professor of Art, así como directora del laboratorio gráfico de California, California Institute of Arts.
Desde hace varias décadas, Knowles ha continuado la elaboración de productos artísticos apegados a sus creaciones dentro de Fluxus, Mostrando performances, medios sonoros, escritos y obras plásticas, las cuales son presentadas alrededor del mundo.

## Obra
Caracterizada por su destacada participación dentro de Fluxus a partir de sus performances, se trata de una artista polifacética, creadora de arte sonoro, visual y plástico, que en ocasiones lograría conjugar todas en una misma obra.

### Performance
En 1961 comenzó a elaborar los performances que tanto le caracterizan. Uno de los primeros que se destacan del resto fue Shuffle, en el cual su propuesta consiste en como varios performances son mezclados en un mismo sitio, y a su vez el público es partícipe trasladándose por delante, detrás, alrededor o a través, de manera silenciosa. Mostrando indispensable la participación de los asistentes, pero en sí misma involuntaria. Para el siguiente año presentó Proposition, en el que se plantea a modo de performance la elaboración de una ensalada. En la cual toma como objeto fundamental la comida, elemento que se verá retomado en futuras presentaciones. En cuanto al discurso del arte a la calle donde se mostraba obras artísticas a partir de cosas cotidianas propuesto por Fluxus, durante el año de 1962, Knowles crea Street Piece, aquella pieza donde el participante dentro del performance deberá pasear por la calle, de esta forma se verá materializada la obra a partir de aquellos sujetos que se proponían a realizarlo. Dedicó a su esposo, Dick Higgins, la pieza Color Music 1 for Dick Higgins, la cual consistió en pedirle a los espectadores que realicen un listado de problemas numeradolos del uno al cinco y tomar un color para cada punto. Para así buscar la solución adecuada a ellos, si el proceso es tardado se plantea que el sujeto dirija su vista sobre el color hasta definir su solución.
En la obra The Identical Lunch (1967-73) la artista demostraba la idea de que cualquiera puede ser un artista o performer, esto por medio de registrar las distintas eventualidades dentro de un performance. La artista pedía a los participantes que comieran lo mismo en el mismo sitio durante todos los días; el plato consistía en un sándwich de atún sin mayonesa, con mantequilla, lechuga y pan de harina tostado, además de un plato de sopa o un vaso de leche, para así invitar a los sujetos a escribir las experiencias adquiridas día a día. Con el material recopilado Alison conformó un libro el cual llamó Journal of the Identical Lunch.
Newspaper Music consiste en una interpretación de Knowles, en donde a manera de orquesta distintos participantes leen en voz alta una sección de varios periódicos, mientras que la artista se coloca frente a ellos como su directora. Esta se trata de una de las obras realizadas dentro de Fluxus, originalmente realizada en el año de 1965 y retomada por el Tate para el 2008.

### Libro-arte
Knowles desarrolló uno de los primeros libro-arte o libro de artista, que nombró como Bean Rolls el cual fue presentado en 1963. Constaba de una lata que contenía una serie de textos enrollados. Además, en 1967, produjo un poema computarizado con el compositor James Tenney llamado The House of Dust, el cual fue realizado junto a su marido, Dick Higgins. Asimismo, entre su obras más destacadas, se encuentra una cuarteta de poemas de la Casa del Polvo de su autoría. "Un terreno abierto de iones de la Casa del Polvo iluminado por luz natural, habitado por amigos y enemigos". Ha intervenido también en proyectos como Loose Pages (1983), el cual se componía de páginas para cada zona del cuerpo a través de las cuales los espectadores podían introducirse dentro de ellas. Así como Mahogany Arm Rest (1989) y We Have no Bread (1992), dos obras de gran formato que se muestran abiertas para que el espectador interactúe directamente con ellas.

### Arte sonoro
Participando en distintos eventos y presentaciones en vivo por parte de Fluxus, Knowles se ve fuertemente activa dentro del área del sonido a finales de los sesenta, particularmente por su relación con el compositor John Cage. Para 1971 crea Her Bean Garden, una pieza compuesta en una plataforma de grandes dimensiones cubierta de frijoles que sonaban bajo los pies de los visitantes; esta fue presentada en el Festival Anual de la Vanguardia de Nueva York de Charlotte Moorman. Ya que la artista se ha mostrado a lo largo de su trayectoria interesada por los sonidos que producen los frijoles y las superficies duras, varias de sus obras fueron centradas en esta temática, en especial se resaltan cuatro programas de radio presentados por la progresiva estación alemana West Deutscher Rundfunk.
Recibe el prestigioso Premio Karl Sczuka por el mejor trabajo de radio de la WDR en el año de 1982, gracias a su trabajo de sonido llamado Bohnen Sequenzen [Bean Sequences], el cual consta de una serie de impresiones de la artista. Hasta el año 2000, Knowles realizó una serie de objetos sonoros caracterizados por la misma línea creativa, el más reciente fue titulado Bean Turners, donde se emplean frijoles y papel.

### Colaboraciones
De 1964 a 1970, Knowless ha mostrado un arduo desempeño como editora en Else Press, editorial iniciada por Dick Higgins. Y a su vez fue cofundadora al lado de su colega y marido en Printed Editions Publishing Creative.
En 1968, Knowles se da a la tarea de trabajar con Marcel Duchamp en el diseño e impresión en serigrafía de la última edición de lo que fue su última obra, la cual sería reimpresa por Couers Volants for the Something Else Press. Además, esta editorial durante el mismo año también sería la responsable de la impresión del libro Partituras Musicales, el cual fue producto de Notations de John Cage, que a su vez fue diseñado y coeditado por Knowles.

## Argumentos en su obra
Si fluxus se trata de la tendencia de romper barreras en el panorama artístico, convirtiendo en arte las acciones de la vida cotidiana. Encontrando paradigmas, como aquella en la que la obra no tiene por qué ser completada por el artista que la piensa, además de que cualquiera puede asumir ese papel dentro de un concepto de arte distinto al tradicional. En cuanto a los temas dentro de su obra artística, mantiene una reflexión hacia las cuestiones femeninas, así como la definición y la mención de los roles adjudicados a la mujer, los cuales serán tratados en distintas de sus obras.
A partir de 1962, su obra comienza a tocar el tema de la comida, o el acto de comer, siendo este el objeto central de sus creaciones artísticas, mostrando dentro de sus investigaciones la forma de hacer los alimentos, el acto de comerlos, o simplemente los mismos alimentos como herramienta principal.

## Homenajes
Fue considerada como una artista notable dentro del movimiento Fluxus por George Maciunas, quien además la incluyó en un diagrama sobre el Fluxus elaborado en 1966, colocó la obra de Knowles titulada Beans Rolls en el Bean Kit.
Por otra parte Ben Vautier le dedicó su pieza Music by Alison, que a su vez fue ejecutada por ambos aristas durante el Fluxus Street Theatre, que formaba parte del Fully Garanteed, 12 Fluxux Concerts, o también llamado Flux Festival en el Fluxhall de Nueva York durante el mes de mayo de 1964.